# Delia intimata
Delia intimata är en tvåvingeart som först beskrevs av Huckett 1966.  Delia intimata ingår i släktet Delia och familjen blomsterflugor.
Artens utbredningsområde är Kalifornien. Inga underarter finns listade i Catalogue of Life.